# Морейра, Андре Луис
Андре́ Луи́с Море́йра (порт. André Luiz Moreira; родился 14 октября 1974, Сан-Паулу, Бразилия) — бразильский футболист, полузащитник. Экс-игрок национальной сборной Бразилии.

## Карьера
Андре Луис начал свою карьеру в 1993 году и играл в Бразилии в таких клубах, как: «Сан-Паулу», «Коринтианс», «Крузейро», «Флуминенсе». Он переехал в Европу в 1997 году, и впоследствии играл в Испании за «Тенерифе», а во Франции — за «Олимпик Марсель», «Пари Сен-Жермен» и «Аяччо».
Он выиграл Суперкубок КОНМЕБОЛ, Кубок Либертадорес и Межконтитентальный Кубок в 1993 году, два Рекопы Южной Америки в 1993 и 1994 годах и Чемпионат штата Сан-Паулу в 1997 году.